# Золотое лето, Иглмонт
«Золотое лето, Иглмонт» (англ. Golden Summer, Eaglemont) — пейзаж австралийского художника-импрессиониста Гейдельбергской школы Артура Стритона, написанный в 1889 году. Написанная на пленэре в разгар летней засухи, картина представляет собой идиллическое изображение залитых солнцем холмистых равнин, которые простираются от стритонского «лагеря художников» в Иглмонте до далёких голубых хребтов Данденонг за пределами Мельбурна. Реалистичные, но одновременно и поэтические усилия 21-летнего Стритона по созданию его величайшего произведения, предстали как яркий пример характерной яркой сине-золотой палитры художника, которую он считал «природной цветовой гаммой Австралии».
Картина находится в Национальной галерее Австралии в Канберре. Галерея приобрела картину в 1995 году за 3,5 млн A$, что на тот момент было рекордной ценой для картины австралийского художника. Полотно остаётся одной из самых известных работ Стритона и считается шедевром Гейдельбергской школы австралийского импрессионизма.

## Создание картины

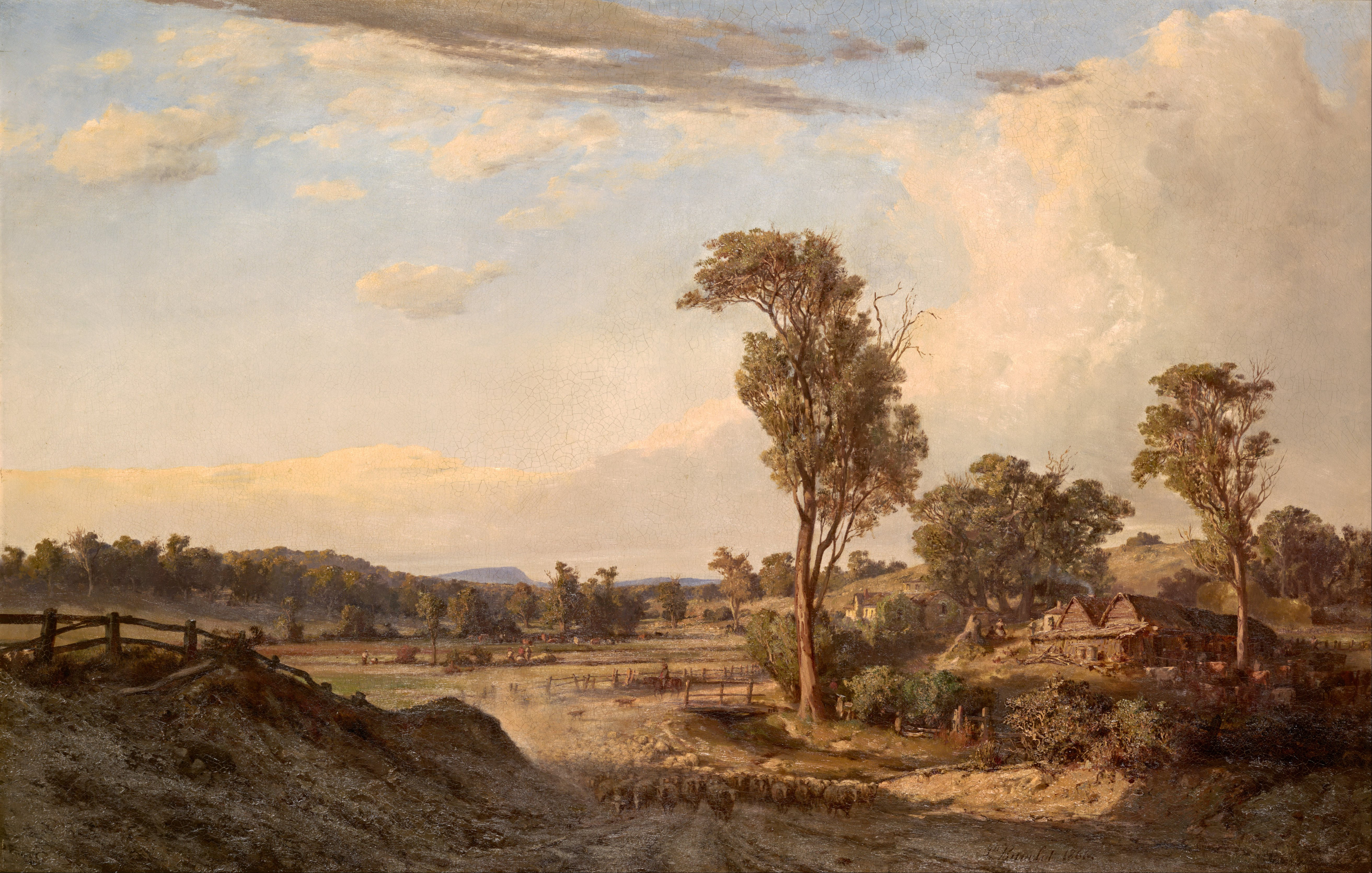
«Летний полдень, Темплстоу» (1866), Луи Бювело (Национальная галерея Виктории, Мельбурн), который вдохновил Стритона на посещение Иглмонта.

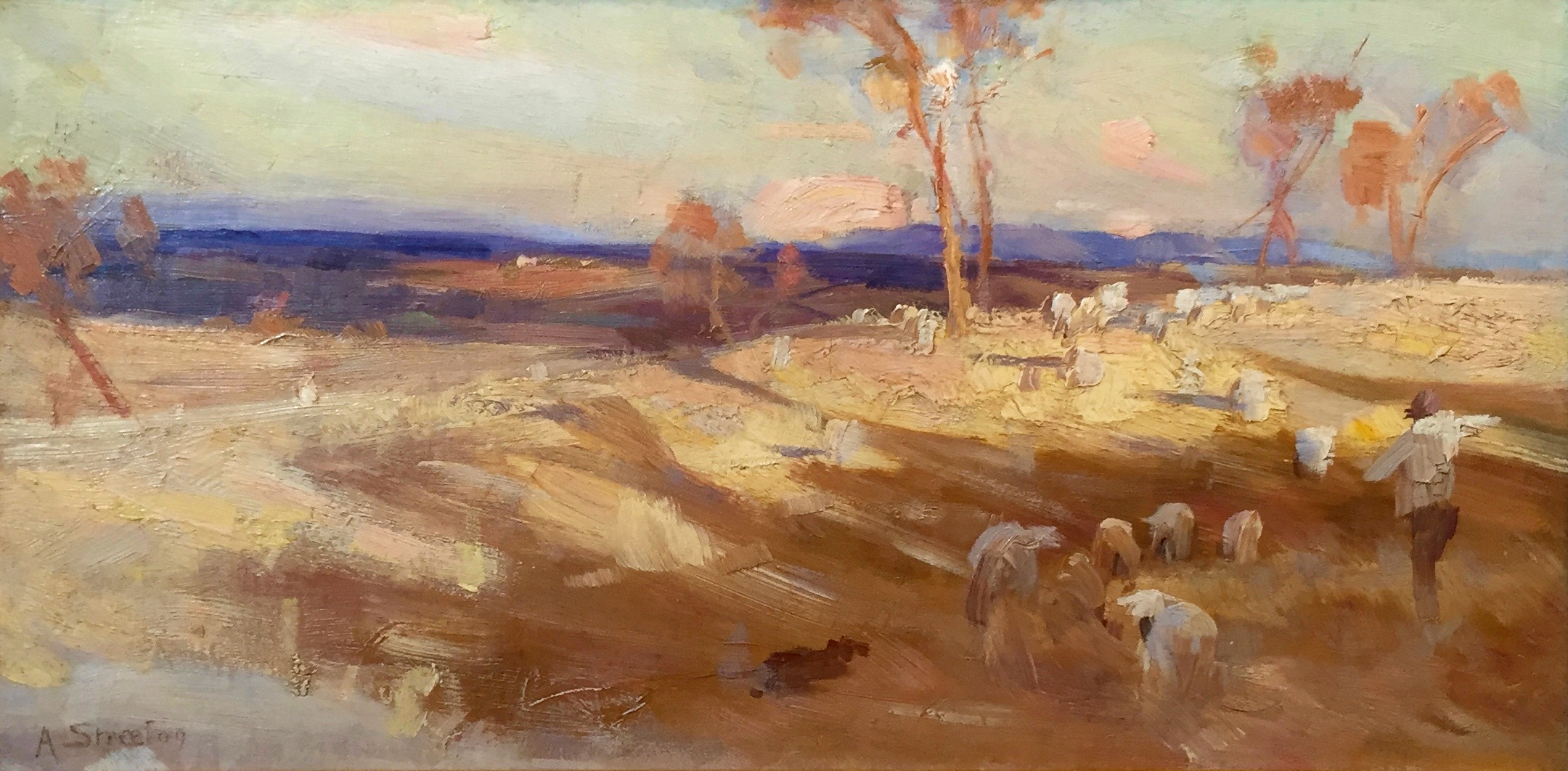
Этюд к «Золотому лету» (1888, Художественная галерея Беналлы) был показан на Выставке 9 на 5 в 1889 году

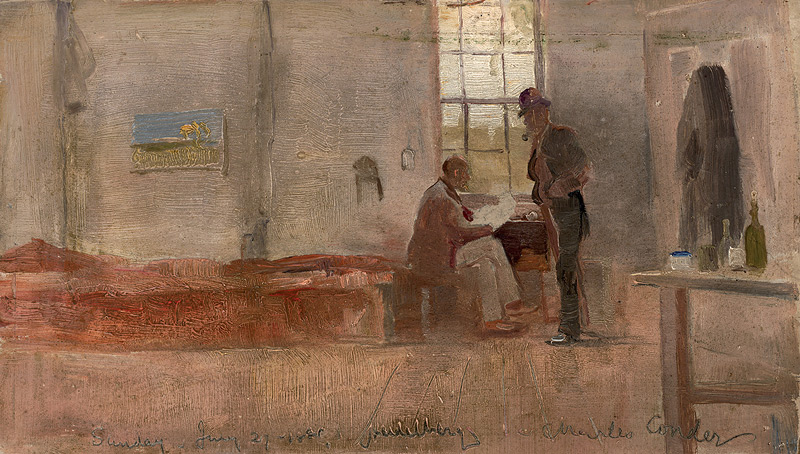
«Импрессионистский лагерь» (1889), Чарльз Кондер (Национальная галерея Австралии). На картине изображены Стритон и Робертс в усадьбе Иглмонт. На стене виден этюд Стритона к «Золотому лету».

Стритон написал эту работу на пленэре в январе 1889 года в своём «лагере художников» в Иглмонте, расположенном в тогдашнем сельском пригороде Гейдельберга на окраине Мельбурна. Художник путешествовал в этом район в конце 1888 года в поисках места, изображённого на одной из его любимых картин Луи Бювело «Летний полдень, Темплстоу» (1866). На обратном пути он встретил Чарльза Дэвиса, зятя художника и друга Дэвида Дэвиса, который предоставил ему в «художественное владение» старую деревянную усадьбу на вершине горы Игл. Стритон занимал усадьбу в течение следующих 18 месяцев. Здесь к нему на длительное время присоединялись коллеги-пленэристы Чарльз Кондер и Том Робертс, а также некоторые другие художники, особенно Уолтер Уизерс.
Стритон описал это место в письме Робертсу, назвав его «нашим золотым холмом»:
«Я сижу здесь, на верхнем круге, окружённый медью и золотом, и радостно улыбаюсь под москитной сеткой, когда весь свет, слава и трепетное сияние медленно и свободно проходят перед моими глазами. Нет ничего счастливее этого. Я кричу и смеюсь над своим огромным богатством совершенно бесплатным и без ответственности. Кто может это у меня отобрать? Никто».
Название картины «Золотое лето», возможно, было навеяно молодым пленэристом Леоном Полем, одним из первых членов лагеря. В письме к Робертсу Кондер нежно написал о Поуле, но сказал, что тот «иногда выпивает слишком много „золотого лета“, как он называет вино». Спустя годы Стритон вспоминал, как рисовал «Золотое лето», когда он, Кондер и пленэрист Джон Форд Патерсон делили сыр и бутылку бордо кларе. Джон Сандес, журналист, часто посещавший лагерь Иглмонт, писал в 1927 году:
«[Стритон] уходил один со своим мольбертом и холстом и часами лежал на траве, одетый только в рубашку и брюки, и смотрел на небо, на реку в долине и на хребты Данденонг. … Затем он вставал и рисовал сильными, уверенными мазками, и вещь превращалась в красоту, когда вы подкрадывались и смотрели через его плечо. Так он нарисовал „Золотое лето“, пока я смотрел через его плечо — 40 лет назад».
Картина известна толстым слоем краски, и однажды вечером в усадьбе Иглмонт Стритон подошёл к холсту с ножом, чтобы соскоблить некоторые слои. Робертс убедил его «оставить это в покое», за что Стритон позже был благодарен.

## Выставка и критика
В мае 1889 года Table Talk писала, что «Золотое лето, Иглмонт» «в избытке представляет совершенное чувство цвета [Стритона] … Он рисует летние эффекты, как будто любит страну». Когда картина появилась на зимней выставке Викторианского общества художников в 1889 году, ведущий критик Джеймс Смит, выступая против того, что он назвал «причудой импрессионистов», сказал, что «Золотое лето» «является лучшим примером работ этого класса на выставке».
В апреле 1890 года Артур и Эмма Минни Бойд из художественной династии Бойдов привезли «Золотое лето, Иглмонт» в Лондон, где в следующем 1891 году картина под названием «Золотое лето, Австралия» появилась на выставке Королевской академии художеств, став на ней первой картиной австралийского художника. Тогда мельбурнская газета Colac Herald написала:
«Так называемая „импрессионистская школа“ в Гейдельберге всё-таки принесла пользу.»
В 1892 году полотно появилось в Парижском салоне, сначала получив почётное упоминание, а затем золотую медаль во время второго появления. Один критик отметил популярность «Золотого лета» среди «толп, заполнивших Салон», заявив, что «просто невозможно» пройти мимо картины, «поскольку она совершенно отличается от любой другой картины в обширной коллекции». Точно так же австралийский художник Джон Лонгстафф, тогда живший в Париже, сказал, что картина «произвела настоящую сенсацию и выделялась единством и качеством среди всего остального на стенах».
В 1898 году «Золотое лето» появилось на выставке австралийского искусства в Лондоне, где английский критик высказал мнение, что оно «написано художником, который видит своими глазами», и что «его композиция света и тени … [является ] возможно, его самым сильным качеством».

## История
Вскоре после завершения «Золотого лета» Стритон предложил его Национальной галерее Виктории в Мельбурне за 100 гиней, но не получил ответа от попечителей музея. Стритон отправил им второе письмо, в котором саркастически написал: «Я был бы признателен, если бы вы передали Попечителям мою сердечную благодарность за интерес, который они проявили к этому вопросу». В день открытия Парижского салона 1892 года шотландский кораблестроитель Чарльз Митчелл приобрёл эту картину и она оставалась в коллекции Митчелла, пока Стритон не выкупил картину у вдовы судостроителя в 1919 году.
В преддверии публичных торгов в Австралии в 1924 году Лайонел Линдсей превозносил работу в надежде, что она попадет в публичную галерею:
«Этот безмятежный пейзаж, такой простой, но такой изысканный, вызывает у австралийцев чувства, которые не могут быть столь же приятны ни одному другому народу. Это первый великий австралийский пейзаж, не ограниченный формулой создания картины, созданный рукой уроженца. Таким образом, исторически это самый важный пейзаж Австралии».
В результате частный коллекционер приобрёл её в 1924 году за 1 тыс. гиней, что на тот момент было рекордом для картины австралийского художника. Стритон использовал деньги, чтобы поручить архитектору спроектировать и построить новый дом и студию в Олинде, недалеко от Мельбурна «Лонгакрс». «Золотое лето» побило тот же рекорд продаж в 1995 году, когда Национальная галерея Австралии приобрела его за 3,5 млн A$. С тех пор рекорд был побит несколько раз, последний раз в 2020 году, когда «Кресло Генри» (1974) Бретта Уайтли было продано более чем за 6,1 млн A$.